# 146
El año 146 (CXLVI) fue un año común comenzado en viernes del calendario juliano, en vigor en aquella fecha.
En el Imperio romano el año fue nombrado el del consulado de Claro y Severo, o menos frecuentemente, como el 899 ab urbe condita, siendo su denominación como 146 a principios de la Edad Media, al establecerse el anno Domini.

## Acontecimientos

### Asia
- Chadae de Goguryeo se convierte en rey coreano, el séptimo gobernante de Goguryeo, uno de los Tres Reinos de Corea.
- 1 de agosto: inicio del reinado de Huandi, emperador Han de China (hasta 168).[1]

### Europa
- Faustina la Menor recibe el título de augusta y se convierte en emperatriz romana.
- 10 de diciembre: Marco Aurelio recibe el imperium proconsular.

## Nacimientos
- 11 de abril: Septimio Severo, emperador de Roma de 193 a 211. (Otras fuentes dan el año 145).
- Guo Si (o Guo Duo), general chino (f. 197).

## Fallecimientos
- Diocles, el más famoso de los aurigas romanos (104-146).
- Han Zhidi, emperador chino.
- Sexto Erucio Claro, político romano.